# Jodi Alpahalli, Nagamangala
Jodi Alpahalli là một làng thuộc tehsil Nagamangala, huyện Mandya, bang Karnataka, Ấn Độ.